# Карл III
Вижте пояснителната страница за други личности с името Карл III.
Карл III (на немски: Karl III; * 13 юни 832, † 13 януари 888, Нойдинген), познат още като Карл Дебели, от рода на Каролингите, е крал на Източнофранкското кралство (876 – 887), крал на Италия (879 – 887), крал на частичното кралство Бавария (от 882), западнофранкски крал (885 – 888) и римски император (881 – 888).

## Произход и детство
Той е третият и най-малък син на Лудвиг II Немски и Ема Баварска (Хема) от рода на Велфите. Правнук е на Карл Велики и последен от Каролингите, който управлява обединената Франкска империя.
Детство му е белязано с т.нар. „демонски инцидент“, при който от устата му започва да излиза пяна, малко преди да бъде заведен пред олтар в църква. Този инцидент оказва голямо влияние върху него и баща му. Карл бива описван като „...много християнски принц, страхуващ се от Бог, с цялото си сърце спазващ Неговите заповеди, подчиняващ се на законите на Църквата, даващ милостиня, практикуващ молитви и песнопения, винаги готов да възхвали Бог...“

## Управление
През 859 г. той става граф на Брайзгау. През 876 г. започва да управлява Алемания, а през 879 г., след отказа на брат му Карломан, става крал на Италия. През 881 г. е коронясан за крал на Германия, а след смъртта на краля на Франция – Карломан, е коронясан и за крал на Западнофранкското кралство. Така, макар и за кратко, обединява всички франкски земи от времето на Карл Велики.
Идването му на власт е съпроводено от надежди за съживяване на Западна Европа, но той е неспособен за подобна задача. Oбединената империя не оцелява дълго. По време на преврата, воден от неговия племенник Арнулф Каринтийски през ноември 887 г., Карл е свален от Източнофранското кралство, Кралство Лотарингия и Италия. Принуден да се оттегли тихо, той умира от естествена смърт през януари 888 г. в Нойдинген в манастира Райхенау (Reichenau), на едноименния остров в Боденското езеро, където е и погребан. След смъртта му империята бързо се разпада, никога не се възстановява и се разцепва на пет отделни кралства.
Обикновено е считан за апатичен и нелеп и е известен с хроничните си заболявания, като се смята, че е страдал от епилепсия. Карл два пъти сключва мир с викингите, включително по време на най-известната обсада на Париж през 886 г.

## Фамилия
Карл се жени през 862 г. за Рихарда Швабска (* 840; † 18 септември 900), дъщеря на граф Ерхангер от фамилията Ахалолфинги, която през 877 г. става абатеса в женския манастир Зекинген. Бракът е бездетен. Карл обаче има един извънбрачен син, Бернхард, роден през 876 и убит през 891/892 г. Рихарда напуска Карл през 888 г. заради дворцова интрига и се оттегля в манастира Андлау в Елзас.